# Az MTK Budapest FC 2006–2007-es szezonja
Az MTK Budapest FC 2006–2007-es szezonja szócikk az MTK Budapest FC első számú férfi labdarúgócsapatának egy szezonjáról szól, mely összességében a 98. idénye volt a csapatnak a magyar első osztályban. A klub fennállásának ekkor volt a 118. évfordulója.

## Mérkőzések
| Színmagyarázat | Színmagyarázat |
| -------------- | -------------- |
|                | Győzelem.      |
|                | Döntetlen.     |
|                | Vereség.       |

### Borsodi Liga 2006–07

#### Őszi fordulók
| 1. forduló 2006. július 29. 20:00 |

| MTK Budapest                                | 4 – 0               | Rákospalotai EAC                     |
| ------------------------------------------- | ------------------- | ------------------------------------ |
| Hrepka 8' 40' 70' Rodenbücher 58' Kanta 62' | (2 – 0) Jegyzőkönyv | Horváth 50' Pusztai 58' Polonkai 79' |

| Hidegkuti Nándor Stadion, Budapest Nézőszám: 1 000 Játékvezető: Szabó Zsolt (magyar) |

| 2. forduló 2006. augusztus 4. 19:00 |

| Zalaegerszegi TE          | 1 – 0               | MTK Budapest                 |
| ------------------------- | ------------------- | ---------------------------- |
| Ljubojević 5' Varga 90+2' | (1 – 0) Jegyzőkönyv | Pál 14' Horváth 46' Bori 82' |

| ZTE Aréna, Zalaegerszeg Nézőszám: 5 000 Játékvezető: Hanacsek Attila (magyar) |

| 3. forduló 2006. augusztus 19. 19:00 |

| MTK Budapest                                                | 4 – 1               | FC Sopron                     |
| ----------------------------------------------------------- | ------------------- | ----------------------------- |
| Hrepka 27' 31' Kanta 47' (11-esből) Németh 88' Lambulić 20' | (2 – 1) Jegyzőkönyv | Radu 8' Ibrić 49' Horváth 85' |

| Hidegkuti Nándor Stadion, Budapest Nézőszám: 1 300 Játékvezető: Andó-Szabó Sándor (magyar) |

| 4. forduló 2006. augusztus 26. 17:00 |

| Pécsi MFC   | 0 – 1               | MTK Budapest               |
| ----------- | ------------------- | -------------------------- |
| Balaskó 29' | (0 – 0) Jegyzőkönyv | Czvitkovics 58' Zsidai 83' |

| PMFC Stadion, Pécs Nézőszám: 1 600 Játékvezető: Bognár Tamás (magyar) |

| 5. forduló 2006. szeptember 10. 19:00 |

| MTK Budapest                    | 1 – 0               | Paksi FC                 |
| ------------------------------- | ------------------- | ------------------------ |
| Urbán 78' Hrepka 23' Pollák 59' | (0 – 0) Jegyzőkönyv | Barics 37' Horváth 90+4′ |

| Hidegkuti Nándor Stadion, Budapest Nézőszám: 1 000 Játékvezető: Fábián Mihály (magyar) |

| 6. forduló 2006. szeptember 16. 15:00 |

| Vasas     | 1 – 5               | MTK Budapest                                                           |
| --------- | ------------------- | ---------------------------------------------------------------------- |
| Skita 63' | (0 – 2) Jegyzőkönyv | Kanta 4' 33' Hrepka 28' Németh 65' 84' 87' Rodenbücher 30' Horváth 70' |

| Illovszky Rudolf Stadion, Budapest Nézőszám: 1 800 Játékvezető: Kassai Viktor (magyar) |

| 7. forduló 2006. szeptember 23. 19:00 |

| MTK Budapest                   | 2 – 0               | Kaposvári Rákóczi               |
| ------------------------------ | ------------------- | ------------------------------- |
| Kanta 42' Bori 50' Horváth 90' | (1 – 0) Jegyzőkönyv | Šuljić 44' Petrók 60' Varga 69' |

| Hidegkuti Nándor Stadion, Budapest Nézőszám: 1 000 Játékvezető: Vad II. István (magyar) |

| 8. forduló 2006. szeptember 30. 18:00 |

| Dunakanyar-Vác                                        | 2 – 3               | MTK Budapest                                                           |
| ----------------------------------------------------- | ------------------- | ---------------------------------------------------------------------- |
| Rob 11' Palásthy 80' (11-esből) Kovács 57' Gáspár 62' | (1 – 1) Jegyzőkönyv | Kanta 27' (11-esből) Bori 58' Rodenbücher 73' Lipcsei 22' Pintér 90+1' |

| Ligeti Stadion, Vác Nézőszám: 2 000 Játékvezető: Török Károly (magyar) |

| 9. forduló 2006. október 14. 15:00 |

| MTK Budapest         | 1 – 0               | Debreceni VSC                          |
| -------------------- | ------------------- | -------------------------------------- |
| Kanta 68' (11-esből) | (0 – 0) Jegyzőkönyv | Szatmári 10' Dzsudzsák 54' Brnović 77' |

| Hidegkuti Nándor Stadion, Budapest Nézőszám: 2 500 Játékvezető: Solymosi Péter (magyar) |

| 10. forduló 2006. október 21. 14:30 |

| FC Tatabánya                                                 | 2 – 4               | MTK Budapest                                                                              |
| ------------------------------------------------------------ | ------------------- | ----------------------------------------------------------------------------------------- |
| Kouemaha 32' 35' Ndjodo 48' Poleksić 36' Bakrać 45' Mile 59' | (1 – 1) Jegyzőkönyv | Kanta 37' (11-esből) 47' (11-esből) 41' Hrepka 60' Németh 62' Kriston 20' Rodenbücher 66' |

| Városi Stadion, Tatabánya Nézőszám: 2 500 Játékvezető: Bede Ferenc (magyar) |

| 11. forduló 2006. október 27. 19:00 |

| MTK Budapest | 0 – 1               | FC Fehérvár                                        |
| ------------ | ------------------- | -------------------------------------------------- |
| Pál 89'      | (0 – 0) Jegyzőkönyv | Dvéri 56' Mohl 9' Kocsis 50' Farkas 65' Terjék 79' |

| Hidegkuti Nándor Stadion, Budapest Nézőszám: 500 Játékvezető: Andó-Szabó Sándor (magyar) |

| 12. forduló 2006. november 4. 17:00 |

| MTK Budapest  | 2 – 2               | Budapest Honvéd                                   |
| ------------- | ------------------- | ------------------------------------------------- |
| Kanta 54' 74' | (0 – 1) Jegyzőkönyv | László 21' Hercegfalvi 58' Dancs 19' Benjamin 85' |

| Hidegkuti Nándor Stadion, Budapest Nézőszám: 1 500 Játékvezető: Szilasi Szabolcs (magyar) |

| 13. forduló 2006. november 11. 17:00 |

| Diósgyőr  | 0 – 1               | MTK Budapest                                      |
| --------- | ------------------- | ------------------------------------------------- |
| Douva 40' | (0 – 0) Jegyzőkönyv | Hrepka 68' Rodenbücher 25' Pollák 32' Kriston 55' |

| DVTK-stadion, Miskolc Nézőszám: 5 000 Játékvezető: Vad II. István (magyar) |

| 14. forduló 2006. november 20. 18:00 |

| MTK Budapest                     | 1 – 0               | Győri ETO                        |
| -------------------------------- | ------------------- | -------------------------------- |
| Balogh 68' (11-esből) Pollák 84' | (0 – 0) Jegyzőkönyv | Kovács 38' Dudás 84' Szabó 90+1' |

| Hidegkuti Nándor Stadion, Budapest Nézőszám: 1 000 Játékvezető: Solymosi Péter (magyar) |

| 15. forduló 2006. november 24. 19:00 |

| Újpest                   | 2 – 3               | MTK Budapest                           |
| ------------------------ | ------------------- | -------------------------------------- |
| Tisza 23' 73' Gulyás 80' | (1 – 2) Jegyzőkönyv | Németh 33' Hrepka 41' 63' 50' Bori 69' |

| Szusza Ferenc Stadion, Budapest Nézőszám: 3 000 Játékvezető: Kassai Viktor (magyar) |

| 16. forduló 2006. december 2. 13:30 |

| Rákospalotai EAC      | 0 – 0               | MTK Budapest                |
| --------------------- | ------------------- | --------------------------- |
| Kapcsos 59' Török 82' | (0 – 0) Jegyzőkönyv | Kanta 52' Czvitkovics 90+1' |

| Budai II László Stadion, Budapest Nézőszám: 500 Játékvezető: Arany Tamás (magyar) |

| 17. forduló 2006. december 8. 19:00 |

| MTK Budapest            | 2 – 0               | Zalaegerszegi TE                  |
| ----------------------- | ------------------- | --------------------------------- |
| Czvitkovics 49' Pál 88' | (0 – 0) Jegyzőkönyv | Molnár 45' Sebők V. 50' Botis 74' |

| Hidegkuti Nándor Stadion, Budapest Nézőszám: 1 000 Játékvezető: Szabó Zsolt (magyar) |

#### Tavaszi fordulók
| 18. forduló 2007. február 24. 15:00 |

| FC Sopron                                                    | 0 – 3               | MTK Budapest                      |
| ------------------------------------------------------------ | ------------------- | --------------------------------- |
| Cigan 33' Horváth 39' Magasföldi 61' Demjén 68' Munteanu 81' | (0 – 2) Jegyzőkönyv | Hrepka 26' Németh 38' 59' Pál 45' |

| Káposztás utcai Stadion, Sopron Nézőszám: 1 500 Játékvezető: Kassai Viktor (magyar) |

| 19. forduló 2007. március 2. 19:00 |

| MTK Budapest | 0 – 0               | Pécsi MFC                            |
| ------------ | ------------------- | ------------------------------------ |
| Zsidai 65'   | (0 – 0) Jegyzőkönyv | Szatmári 4' Lantos 85' Pavičević 90' |

| Hidegkuti Nándor Stadion, Budapest Nézőszám: 1 500 Játékvezető: Solymosi Péter (magyar) |

| 20. forduló 2007. március 10. 14:30 |

| Paksi FC                                                         | 3 – 1               | MTK Budapest                                             |
| ---------------------------------------------------------------- | ------------------- | -------------------------------------------------------- |
| Lambulić 1' (öngól) Kiss 30' Belényesi 74' Tamási 58' Molnár 67' | (2 – 0) Jegyzőkönyv | Kanta 61' (11-esből) 60' Németh 38' Kriston 65′ Végh 74' |

| Fehérvári úti stadion, Paks Nézőszám: 1 000 Játékvezető: Bognár Tamás (magyar) |

| 21. forduló 2007. március 19. 18:00 |

| MTK Budapest                                                     | 2 – 2               | Vasas                          |
| ---------------------------------------------------------------- | ------------------- | ------------------------------ |
| Kanta 39' (11-esből) Bori 53' Pollák 62' Balogh 89' Németh 90+1' | (1 – 0) Jegyzőkönyv | Kovács 58' Bali 85' Pintér 75' |

| Hidegkuti Nándor Stadion, Budapest Nézőszám: 1 000 Játékvezető: Fábián Mihály (magyar) |

| 22. forduló 2007. március 31. 16:00 |

| Kaposvári Rákóczi                                     | 1 – 0               | MTK Budapest                     |
| ----------------------------------------------------- | ------------------- | -------------------------------- |
| André Alves 43' Kovácsevics 67' Mező 75′ Maróti 90+1' | (1 – 0) Jegyzőkönyv | Pintér 62' Horváth 83' Urbán 88' |

| Rákóczi Stadion, Kaposvár Nézőszám: 3 500 Játékvezető: Gergely Sándor (magyar) |

| 23. forduló 2007. április 8. 15:00 |

| MTK Budapest                    | 3 – 0               | Dunakanyar-Vác                                       |
| ------------------------------- | ------------------- | ---------------------------------------------------- |
| Pál 1' Kanta 52' 58' (11-esből) | (1 – 0) Jegyzőkönyv | Dudás 34' Farkas 37' Balogh 57′ Djokić 58' Prado 73' |

| Hidegkuti Nándor Stadion, Budapest Nézőszám: 1 500 Játékvezető: Iványi Zoltán (magyar) |

| 24. forduló 2007. április 14. 15:00 |

| Debreceni VSC                       | 3 – 0               | MTK Budapest                               |
| ----------------------------------- | ------------------- | ------------------------------------------ |
| Komlósi 41' Sztojkov 50' Sidibe 65' | (1 – 0) Jegyzőkönyv | Pintér 37' Szabó 47' Lipcsei 58' Pál 90+2' |

| Oláh Gábor utcai stadion, Debrecen Nézőszám: 10 500 Játékvezető: Solymosi Péter (magyar) |

| 25. forduló 2007. április 21. 15:00 |

| MTK Budapest                                     | 4 – 0               | FC Tatabánya |
| ------------------------------------------------ | ------------------- | ------------ |
| Pál 4' Németh 35' 77' Rodenbücher 73' Pollák 68′ | (2 – 0) Jegyzőkönyv | Nečas 12'    |

| Hidegkuti Nándor Stadion, Budapest Nézőszám: 1 000 Játékvezető: Fábián Mihály (magyar) |

| 26. forduló 2007. április 29. 16:00 |

| FC Fehérvár                                                                     | 5 – 3               | MTK Budapest                                                      |
| ------------------------------------------------------------------------------- | ------------------- | ----------------------------------------------------------------- |
| Dajić 18' 47' Julinho 32' (11-esből) Vayer 57' (11-esből) 67' Nagy 78' Mohl 53' | (2 – 2) Jegyzőkönyv | Kanta 25' Németh 38' Lambulić 53' 57' Rodenbücher 32' Kriston 67' |

| Sóstói Stadion, Székesfehérvár Nézőszám: 2 000 Játékvezető: Szilasi Szabolcs (magyar) |

- A jegyzőkönyvből nem derülnek ki a gólszerzők.

| 27. forduló 2007. május 5. 15:00 |

| Budapest Honvéd                     | 2 – 1               | MTK Budapest                           |
| ----------------------------------- | ------------------- | -------------------------------------- |
| Dobos 43' Abraham 80' Schindler 73' | (1 – 1) Jegyzőkönyv | Németh 31' 13' Szatmári 23' Pollák 72' |

| Bozsik József Stadion, Budapest Nézőszám: 1 500 Játékvezető: Vad II. István (magyar) |

- A jegyzőkönyvből nem derülnek ki a gólszerzők.

| 28. forduló 2007. május 8. 18:00 |

| MTK Budapest                                                          | 4 – 2               | Diósgyőr                         |
| --------------------------------------------------------------------- | ------------------- | -------------------------------- |
| Pintér 36' Horváth 55' 89' Lambulić 72' Szabó 83' 81' Czvitkovics 33' | (1 – 0) Jegyzőkönyv | Simon 52' Binder 89' Hegedűs 11' |

| Hidegkuti Nándor Stadion, Budapest Nézőszám: 1 000 Játékvezető: Kassai Viktor (magyar) |

| 29. forduló 2007. május 22. 18:00 |

| Győri ETO                                                 | 3 – 4               | MTK Budapest                                        |
| --------------------------------------------------------- | ------------------- | --------------------------------------------------- |
| Bajzát 19' 43' Böőr 46' 46' Szabó 74' Jäkl 35' Mátyus 39' | (1 – 1) Jegyzőkönyv | Kanta 38' Pátkai 53' Urbán 76' Pál 90+2' Pintér 28' |

| ETO Park, Győr Nézőszám: 4 000 Játékvezető: Solymosi Péter (magyar) |

| 30. forduló 2007. május 28. 18:00 |

| MTK Budapest                                 | 2 – 0               | Újpest            |
| -------------------------------------------- | ------------------- | ----------------- |
| Horváth 5' 90+1′, 90+3′ Kanta 65' (11-esből) | (1 – 0) Jegyzőkönyv | Erős 90+1′, 90+3′ |

| Hidegkuti Nándor Stadion, Budapest Nézőszám: 800 Játékvezető: Mészáros István (magyar) |

#### A bajnokság végeredménye
| #  | Csapat            | J  | Gy | D  | V  | Rg | Kg | Gk  | P  | Megjegyzés      |
| -- | ----------------- | -- | -- | -- | -- | -- | -- | --- | -- | --------------- |
| 1  | Debreceni VSC     | 30 | 22 | 3  | 5  | 63 | 21 | +42 | 69 | Bajnokok ligája |
| 2  | MTK Budapest      | 30 | 19 | 4  | 7  | 61 | 33 | +28 | 61 | UEFA-kupa       |
| 3  | Zalaegerszegi TE  | 30 | 17 | 4  | 9  | 54 | 38 | +16 | 55 |                 |
| 4  | Újpest            | 30 | 15 | 4  | 11 | 39 | 32 | +7  | 46 | [ 3 ]           |
| 5  | Vasas             | 30 | 13 | 6  | 11 | 43 | 41 | +2  | 45 |                 |
| 6  | FC Fehérvár       | 30 | 13 | 5  | 12 | 45 | 43 | +2  | 44 |                 |
| 7  | Kaposvári Rákóczi | 30 | 12 | 5  | 13 | 40 | 36 | +4  | 41 |                 |
| 8  | Budapest Honvéd   | 30 | 11 | 8  | 11 | 48 | 43 | +5  | 41 | UEFA-kupa       |
| 9  | Diósgyőr          | 30 | 11 | 5  | 14 | 40 | 52 | -12 | 38 |                 |
| 10 | FC Sopron         | 30 | 11 | 4  | 15 | 33 | 46 | -13 | 37 |                 |
| 11 | Paksi FC          | 30 | 10 | 7  | 13 | 34 | 38 | -4  | 37 |                 |
| 12 | FC Tatabánya      | 30 | 11 | 3  | 16 | 46 | 58 | -12 | 36 |                 |
| 13 | Győri ETO         | 30 | 9  | 8  | 13 | 37 | 43 | -6  | 35 |                 |
| 14 | Rákospalotai EAC  | 30 | 9  | 7  | 14 | 42 | 55 | -13 | 34 |                 |
| 15 | Pécsi MFC         | 30 | 7  | 12 | 11 | 31 | 41 | -10 | 33 | Kieső           |
| 16 | Dunakanyar-Vác    | 30 | 4  | 7  | 19 | 21 | 57 | -36 | 19 | Kieső           |

1. ↑  A Bajnokok Ligája selejtezőjének második körébe jut
2. ↑  Az UEFA-kupa selejtezőjének első fordulójába jut
3. ↑  az Újpest FC 3 pont levonást kapott
4. ↑  Az UEFA-kupa selejtezőjének első fordulójába jut (Magyar Kupa győztesként)

#### Eredmények összesítése
Az alábbi táblázatban összesítve szerepelnek az MTK Budapest FC 2006/07-es bajnokságban elért eredményei.
| Ősz/tavasz (forduló)    | Otthon | Otthon | Otthon | Otthon | Otthon | Otthon | Otthon | Idegenben | Idegenben | Idegenben | Idegenben | Idegenben | Idegenben | Idegenben |
| Ősz/tavasz (forduló)    | M      | GY     | D      | V      | LG–KG  | GK     | P      | M         | GY        | D         | V         | LG–KG     | GK        | P         |
| ----------------------- | ------ | ------ | ------ | ------ | ------ | ------ | ------ | --------- | --------- | --------- | --------- | --------- | --------- | --------- |
| Őszi szezon (1–15.)     | 9      | 7      | 1      | 1      | 17–4   | +13    | 22     | 8         | 6         | 1         | 1         | 17–8      | +9        | 19        |
| Tavaszi szezon (16–30.) | 6      | 4      | 2      | 0      | 15–4   | +11    | 14     | 7         | 2         | 0         | 5         | 12–17     | –5        | 6         |
| Összesen (1–30.)        | 15     | 11     | 3      | 1      | 32–8   | +24    | 36     | 15        | 8         | 1         | 6         | 29–25     | +4        | 25        |

#### Helyezések fordulónként
| Forduló  | 1  | 2 | 3  | 4  | 5  | 6  | 7  | 8  | 9  | 10 | 11 | 12 | 13 | 14 | 15 | 16 | 17 | 18 | 19 | 20 | 21 | 22 | 23 | 24 | 25 | 26 | 27 | 28 | 29 | 30 |
| -------- | -- | - | -- | -- | -- | -- | -- | -- | -- | -- | -- | -- | -- | -- | -- | -- | -- | -- | -- | -- | -- | -- | -- | -- | -- | -- | -- | -- | -- | -- |
| Helyszín | O  | I | O  | I  | O  | I  | O  | I  | O  | I  | O  | O  | I  | O  | I  | I  | O  | I  | O  | I  | O  | I  | O  | I  | O  | I  | I  | O  | I  | O  |
| Eredmény | GY | V | GY | GY | GY | GY | GY | GY | GY | GY | V  | D  | GY | GY | GY | D  | GY | GY | D  | V  | D  | V  | GY | V  | GY | V  | V  | GY | GY | GY |
| Helyezés | 1  | 7 | 4  | 3  | 3  | 3  | 2  | 2  | 2  | 1  | 2  | 1  | 1  | 1  | 1  | 1  | 1  | 1  | 1  | 2  | 1  | 2  | 2  | 2  | 2  | 2  | 2  | 2  | 2  | 2  |

Helyszín: O = Otthon; I = Idegenben. Eredmény: GY = Győzelem; D = Döntetlen; V = Vereség.

### Magyar kupa
4. forduló
| 2006. október 18. 13:30 |

| Makó FC    | 0 – 6       | MTK Budapest                         |
| ---------- | ----------- | ------------------------------------ |
| Mórocz 38' | Jegyzőkönyv | Hrepka Czvitkovics Kanta Bori Németh |

|  |

Nyolcaddöntő
| 2006. november 8. 13:30 |

| Győri ETO       | 1 – 3       | MTK Budapest |
| --------------- | ----------- | ------------ |
| Tokody Tóth 36' | Jegyzőkönyv | Kanta        |

| ETO Park, Győr |

| 2006. november 29. 17:00 |

| MTK Budapest          | 5 – 0       | Győri ETO     |
| --------------------- | ----------- | ------------- |
| Kanta Pál Czvitkovics | Jegyzőkönyv | Jäkl 24′, 50′ |

| Hidegkuti Nándor Stadion, Budapest |

Negyeddöntő
| 2007. március 13. 18:00 |

| MTK Budapest                                 | 2 – 2               | Budapest Honvéd                                                        |
| -------------------------------------------- | ------------------- | ---------------------------------------------------------------------- |
| Kanta 3' Bori 44' 29' Pollák 28' Kriston 76' | (2 – 1) Jegyzőkönyv | Bogdanović 7' Ndjodo 49' Dobos 24' Genito 42' Ivancsics 78' Pomper 84' |

| Hidegkuti Nándor Stadion, Budapest Nézőszám: 1 500 Játékvezető: Andó-Szabó Sándor (magyar) |

| 2007. április 11. 18:00 |

| Budapest Honvéd                       | 2 – 1               | MTK Budapest                                     |
| ------------------------------------- | ------------------- | ------------------------------------------------ |
| Smiljanić 62' Dobos 90' 44' Szabó 82' | (0 – 1) Jegyzőkönyv | Pollák 5' Hrepka 54' Horváth 57' Czvitkovics 67' |

| Bozsik József Stadion, Budapest Nézőszám: 3 000 Játékvezető: Bede Ferenc (magyar) |